# Борщівський повіт (II Річ Посполита)
Борщі́вський пові́т — історична адміністративно-територіальна одиниця на українських землях, що входила до складу різних держав: Західно-Української Народної республіки, Польщі та УРСР. Адміністративний центром було місто Борщів. Його населення становило 5 100 осіб.
Сучасний Борщівський район.

## Географія
Територія становила 741 км², Населення — 94 487 особи.

## У складі ЗУНР
Повіт входив до Тернопільської військової області ЗУНР. Борщівським повітовим комісаром був Володимир Мриц до кінця січня 1919 р., далі — до середини березня 1919 р. — д-р Роман Курбас; з початку квітня до червня 1919 р. — Бараник Василь. Делегатом до УНРади обраний адвокат Роман Курбас.

## Під польською окупацією
Після українсько-польської війни в 1919 році був окупований Польщею.
Включений до складу Тернопільського воєводства Польської республіки після утворення воєводства у 1920 році на окупованих землях ЗУНР.

### Розташування
Борщівський повіт розташовувався на південному сході Тернопільського воєводства. З півдня і зі сходу межа проходила по річках відповідно Дністру та Збруча. Борщівський повіт межував з двома країнами — Румунією та Радянським Союзом. Село Окопи святої Трійці знаходилося на крайньому південному сході, при гирлі Збруча.

### Адміністративний поділ

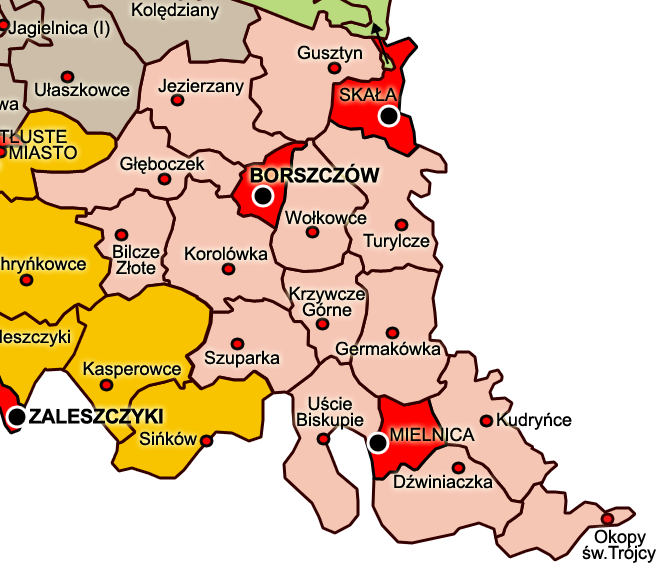
Борщівський повіт

1 лютого 1922 р. розпорядженням Ради Міністрів земську управу повіту ліквідовано і підпорядковано до Чортківського повіту.
15 червня 1934 р. села Капустинці, Тарнавка і Звягель передані з Борщівського повіту до Чортківського.
1 серпня 1934 р. здійснено новий поділ на сільські ґміни внаслідок об'єднання дотогочасних (збережених від Австро-Угорщини) ґмін, які позначали громаду села. Новоутворені ґміни відповідали волості — об'єднували громади кількох сіл або (в дуже рідкісних випадках) обмежувались єдиним дуже великим селом.

#### Міста (Міські ґміни)
1. містечко Борщів — місто з 1934 р.
2. м. Мельниця-Подільська — міська ґміна з 1934 р.[5]
3. містечко Скала-Подільська — місто з 1934 р.

#### Сільські ґміни
Кількість:
1920—1934 рр. — 72
1934 рр. — 69
1934—1939 рр. — 14
| Об'єднані сільські ґміни 1934 року | Об'єднані сільські ґміни 1934 року | Старі сільські ґміни                                                                                 | Кількість |
| ---------------------------------- | ---------------------------------- | --- | --------- |
| 1                                  | Ґміна Більче-Золоте                | Більче-Золоте, Монастирок, Мушкарів                                                                  | 3         |
| 2                                  | Ґміна Вовківці                     | Вовківці, Мушкатівка, Слобідка-Мушкатівська                                                          | 3         |
| 3                                  | Ґміна Гермаківка                   | Гермаківка, Іване-Пусте, Нивра, Залісся                                                              | 4         |
| 4                                  | Ґміна Глибочок                     | Верхняківці, Глибочок, Олексинці, Шершенівка                                                         | 4         |
| 5                                  | Ґміна Гуштин                       | Бурдяківці, Дубівка, Гуштин, Збриж, Лосяч, Цигани                                                    | 6         |
| 6                                  | Ґміна Дзвинячка                    | Бабинці, Вільховець, Вовківці, Дзвенигород, Дзвинячка, Латківці                                      | 6         |
| 7                                  | Ґміна Королівка                    | Висічка, Королівка, Пищатинці, Сков'ятин, Стрілківці, Юр'ямпіль                                      | 6         |
| 8                                  | Ґміна Кривче Верхнє                | Верхнє Кривче, Нижнє Кривче, Сапогів                                                                 | 3         |
| 9                                  | Ґміна Кудринці                     | Завалля, Кудринці, Михайлівка, Новосілка, Панівці                                                    | 5         |
| 10                                 | Ґміна Озеряни                      | Жилинці, Констанція, Козаччина, Ланівці, м. Озеряни, Пилатківці                                      | 6         |
| 11                                 | Ґміна Окопи Святої Трійці          | Білівці, Боришківці, Окопи Святої Трійці, Трубчин                                                    | 4         |
| 12                                 | Ґміна Турильче                     | Бережанка, Вербівка, Гуштинка, Залуччя, Іванків, Підпилип'я, Слобідка-Турильчицька, Трійця, Турильче | 9         |
| 13                                 | Ґміна Устя-Біскупське              | Горошова, Михалків, Пилипче, Устя-Біскупське, Худиківці                                              | 5         |
| 14                                 | Ґміна Шупарка                      | Бабинці, Худіївці, Шишківці, Шупарка                                                                 | 4         |
| передано до Чортківського повіту   | передано до Чортківського повіту   | Капустинці (до 15.06.1934), Тарнавка (до 15.06.1934), Звягель (до 15.06.1934)                        | 3         |
| отримала статус міської            | отримала статус міської            | м. Мельниця-Подільська (до 01.08.1934)                                                               | 1         |

* Виділено містечка, що були у складі сільських ґмін та не мали міських прав.

### Транспорт
Борщівський повіт мав добре залізничне сполучення з іншими регіонами Галичини. З Тернополя проходила залізниця через Копичинці до Борщева. Також було залізничне сполучення із Станіславовим через Чортків та Вигнанку. Село Тересін (зараз хутір приєднаний до села Цигани) на той час було залізничним вузлом — одна колія йшла на Скалу-Подільську, інша на Іване-Пусте, що було кінцевою станцією. Залізницею населення повіту користувалося досить часто, оскільки це був єдиний зручний та дешевий транспорт.
Містечко Мельниця-Подільська і населені пункти, які знаходилися південніше не мали залізниці і через те люди повинні були доїжджати до села Іване-Пусте, щоби потягом добратися до необхідного місця.
Повітове місто Борщів розташувалося за 1.5 кілометри від залізниці на лінії Тересін-Іване-Пусте.

### Населення
У 1907 році українці-грекокатолики становили 69 % населення повіту.
У 1939 році в повіті проживало 109 940 мешканців (76 240 українців-грекокатоликів — 69.35 %, 18 060 українців-латинників — 16,43 %, 4 690 поляків — 4.27 %, 1 730 польських колоністів міжвоєнного періоду — 1,57 %, 9 220 євреїв — 8.39 %).
Публіковані польським урядом цифри про національний склад повіту за результатами перепису 1931 року (з 103 277 населення ніби-то було аж 46 153 (44,69 %) поляків при 52 612 (50,94 %) українців, 4 302 (4,16 %) євреїв і 23 (0,02 %) німці) суперечать даним, отриманим від місцевих жителів (див. вище), національним пропорціям за допольським (австрійським 1907 року) та післяпольськими (радянським 1940 і німецьким 1943) переписами.

## Радянський період
27 листопада 1939 р. повіт включено до новоутвореної Тернопільської області.
17 січня 1940 р. повіт ліквідовано в результаті поділу території на Борщівський, Мельниця-Подільський і Скала-Подільський райони.